# Theatergarten (Bremen)
Der Theatergarten in Bremen ist eine Parkanlage, die Teil der Bremer Wallanlagen ist.

## Geschichte

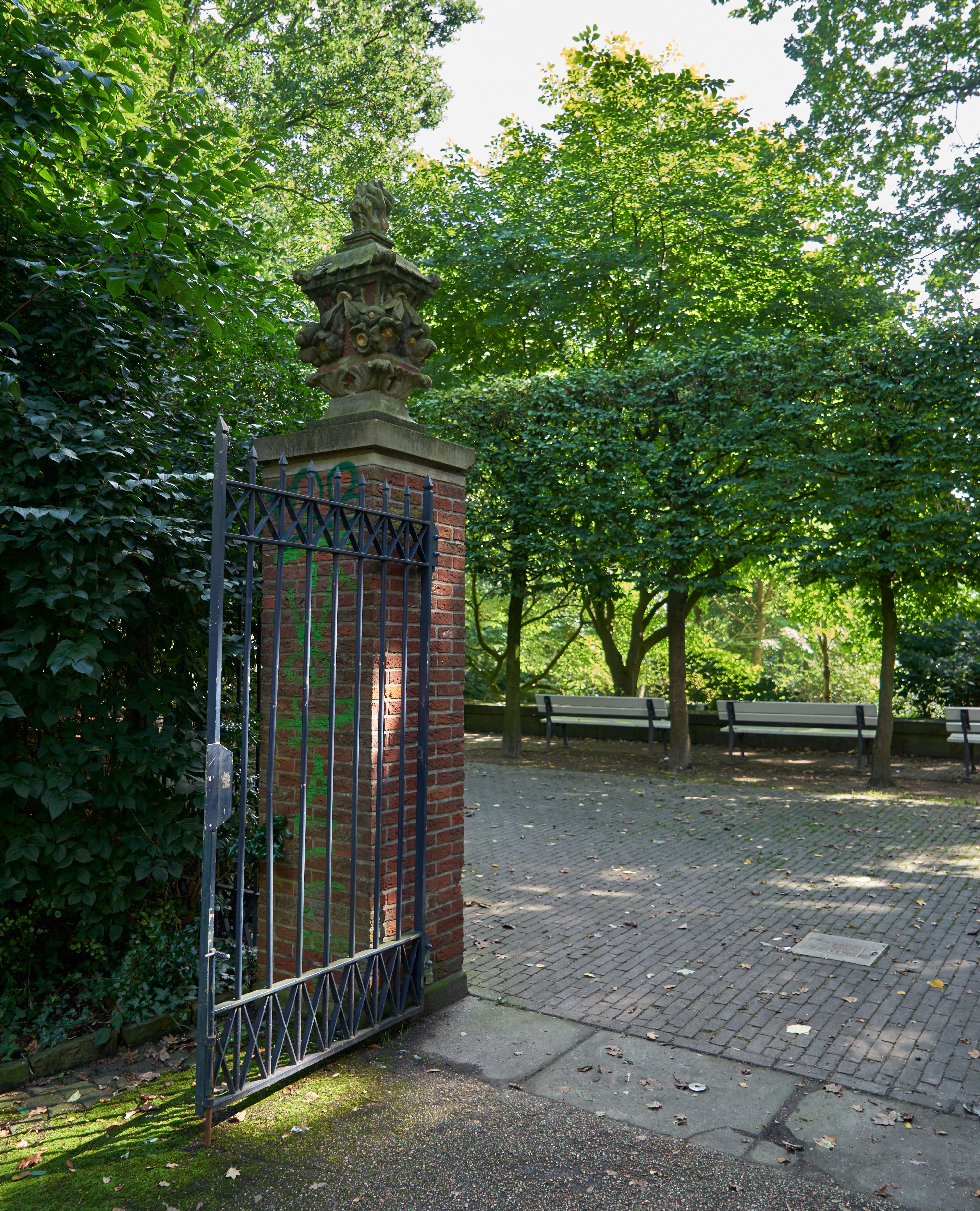
Blick in den Theatergarten von Norden

Der heutige Theatergarten befindet sich auf dem Gelände des ehemaligen Bremer Stadttheaters, das 1843 dort errichtet wurde. Im Zweiten Weltkrieg wurde das Theater im Jahr 1944 zerstört und nach dem Krieg nicht wieder aufgebaut. Stattdessen wurde 1966 der Theatergarten eröffnet, der an das zerstörte Stadttheater erinnert. 1968 wurde die Skulptur Aegina des Künstlers Gerhard Marcks im Park aufgestellt. Eine Umgestaltung erfuhr der Park 2001 anlässlich des Walljubiläums. Am 18. Mai 2001 wurde der Theatergarten wiedereröffnet. Der Theatergarten ist als Teil des Kulturdenkmals Wallanlagen erfasst.

## Gestaltung
Der Theatergarten kann von Norden und Süden her durch Eingangstore betreten werden. Im südlichen Teil der Anlage, beim Betreten des Parks rechts des Eingangstores, befindet sich die Skulptur Aegina. Nach Norden hin steigt das Gelände an, der Garten ist terrassenförmig gestaltet. Auf den verschiedenen Ebenen befinden sich jeweils mehrere weiße Sitzbänke, sodass die gesamte Anlage in ihrer Gestaltung einem Theater mit ansteigender Tribüne ähnelt. Rechts und links der Sitzbänke befinden sich Treppenstufen, parallel zu den Sitzreihen bepflanzte Beete. In die gepflasterten Wege sind mehrere Texttafeln eingelassen, die unter anderem an die Geschichte des Stadttheaters erinnern.